# Joëlle Timsit

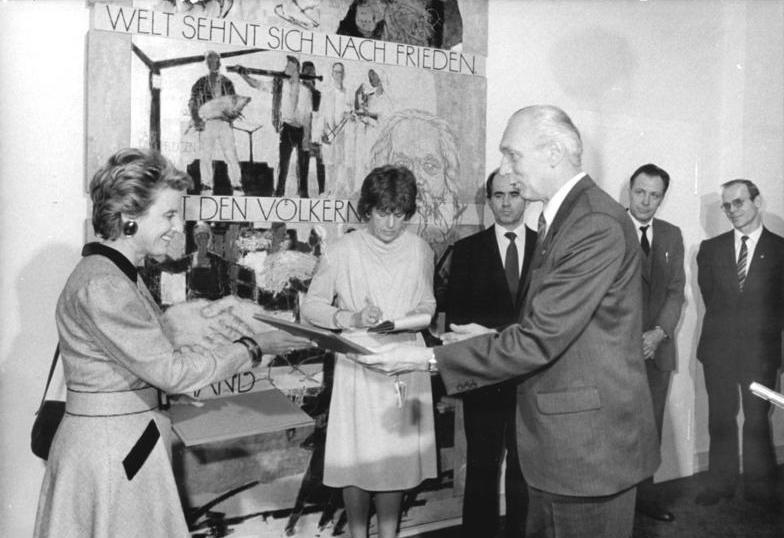
Joëlle Timsit (links) 1987 in Ost-Berlin

Marie-Paule Adrienne Joëlle Timsit (* 1. Mai 1938 in Rennes) ist eine ehemalige französische Diplomatin.

## Leben
Joëlle Timsit ist die Tochter von Madame Oemoire, Professorin der Physik, und Georges Jaffray. Am 8. April 1965 heiratete sie den Juristen Gérard Timsit (* 1935). Sie studierte Germanistik und Politikwissenschaft und absolvierte die École nationale d’administration. Von 1964 bis 1968 war sie Botschaftssekretärin zweiter Klasse in Bonn. Sie leitete mehrere Jahre die Section d’Europe central Zentraleuropa am Quai d’Orsay. Am 12. März 1986 wurde sie zur französischen Botschafterin in der DDR ernannt. Die Botschaft befand sich Unter den Linden 40 und betreute etwa 2000 französische Staatsbürger. Vom 8. Dezember 1992 bis 10. April 1996 war sie Botschafterin in Stockholm.